# Santos Brasil Tennis Open
Il Campeonato Internacional de Tenis de Santos, conosciuto nelle prime due edizioni come Santos Brasil Tennis Open, è stato un torneo di tennis che si giocava a Santos in Brasile dal 2011 al 2016. L'evento faceva parte dell'ATP Challenger Tour e si giocava sulla terra rossa.

## Albo d'oro

### Singolare
| Anno       | Campione                      | Finalista              | Punteggio     |
| ---------- | ----------------------------- | ---------------------- | ------------- |
| 2011       | João Souza                    | Diego Junqueira        | 6–4, 6–2      |
| 2012       | Ivo Minář                     | Ricardo Hocevar        | 4–6, 6–1, 6–4 |
| 2013       | Gastão Elias                  | Rogério Dutra da Silva | 4–6, 6–2, 6–0 |
| 2014       | Máximo González               | Gastão Elias           | 7–5, 6–3      |
| 2015       | Blaž Rola                     | Germain Gigounon       | 6–3, 3–6, 6–3 |
| 2016       | Renzo Olivo                   | Thiago Monteiro        | 6–4, 7–6(5)   |
| 2017- 2023 | Non disputato                 | Non disputato          | Non disputato |
| 2024       | Alejo Lorenzo Lingua Lavallén | Hady Habib             | 4–6, 6–4, 6–3 |

### Doppio
| Anno       | Campioni                               | Finalisti                            | Punteggio         |
| ---------- | -------------------------------------- | ------------------------------------ | ----------------- |
| 2011       | Franco Ferreiro André Sá               | Gerald Melzer José Pereira           | 6–3, 6–3          |
| 2012       | Andrés Molteni (1) Marco Trungelliti   | Rogério Dutra da Silva Júlio Silva   | 6–4, 6–3          |
| 2013       | Pavol Červenák Matteo Viola            | Guilherme Clezar Gastão Elias        | 6–2, 4–6, [10–6]  |
| 2014       | Máximo González (1) Andrés Molteni (2) | Guillermo Durán Renzo Olivo          | 7–5, 6–4          |
| 2015       | Máximo González (2) Roberto Maytín     | Andrés Molteni Guido Pella           | 6–4, 7–6(4)       |
| 2016       | Sergio Galdós Máximo González (3)      | Rogério Dutra da Silva Fabrício Neis | 6–3, 5–7, [14-12] |
| 2017- 2023 | Non disputato                          | Non disputato                        | Non disputato     |
| 2024       | Roy Stepanov Andrés Urrea              | Hady Habib Trey Hilderbrand          | walkover          |